# 仮面ライダーバトル ガンバライド
『仮面ライダーバトル ガンバライド』（かめんライダーバトル ガンバライド）は、バンダイから発売されていたトレーディングカードアーケードゲーム『データカードダス』の一つ。製作は株式会社メトロ。2008年12月にサービス開始し、2013年7月のシャバドゥビ6弾を以て9月25日以降に順次サービスを終了した。

## 概要
「平成仮面ライダー10周年」を記念して、仮面ライダーキバの放送末期である2008年12月に稼動を開始。仮面ライダーシリーズを題材として、カードを使って2対2で対戦するアーケードゲーム。
2010年9月（仮面ライダーオーズ/OOO放送開始）以降、新作テレビシリーズの放送開始と共にナンバリングを一新、同シリーズの玩具がゲームと連動するようになっている。公式な区分が存在しないため、以下本項では便宜上「第○期」と呼称する。
なお、「仮面ライダーバトル」ではあるが、怪人（『電王』のイマジン）、さらにプロモーションカード限定で石ノ森章太郎原作の人造人間キカイダーもプレイヤーキャラクターとして使用できる。
01弾では従来のUIがすべて一度に廃止され、3vs3のバトルに変更された。また、カードデザインの規格が変更された。シャバドゥビ1弾から「データカードダスICカード」が使用可能になり、カードデザインは再び変更され、バトルは2vs2制になった。
シャバドゥビ6弾でサービス終了となり、2013年9月25日で稼動終了。新シリーズ『仮面ライダーバトル ガンバライジング』は新筐体での稼動となり、ガンバライドカードは使用できなくなったが、一部カードは引き続き使用できた。ただし、ガンバライドのカードを最大800枚までスキャンし、キャンペーンに応募できるアプリが稼働末期にかけて一時的にリリースされた。

## 遊び方
1. 100円を入れて、「ひとりであそぶ（緑ボタン）」「ふたりであそぶ（青ボタン）」「カードをかう（赤ボタン）」からゲームモードを選ぶ。
2. モードを選択すると、カードが排出される。
  1. シャバドゥビ1弾以降はICカードをセットする。ただし、最初の読み取りに失敗した場合は再試行に回数制限がかかる。
  2. 「カードをかう」では、通常のゲームプレイはできないが、その場でカードのみを購入できる。連続して購入する場合にはベルトボタンを押す必要がある（第1弾は1回目でも必要）。店舗の筐体の設定にもよるが、大体の場合は5枚まで。シャバドゥビ1弾以降は、ICカードをセットしていると、各タイプの経験値を得られる。
  3. 「ふたりであそぶ」では、排出時にプレイヤー1のカードである旨がアナウンスされ、続けてプレイヤー2の代金の投入を促す。赤ボタンでスキップするか、代金を時間内に入れない場合、「ひとりであそぶ」になる。代金を投入するとプレイヤー2のカードが排出され、プレイヤー1のスキャン画面に移行する。双方のスキャン後の流れは「ひとりであそぶ」とほぼ同じ。バトルサポーターの都合上、ICカードは「ふたりであそぶ」でも二人分スキャンする必要がある。この時は例外的に、バトル中にICカードを抜いてもよい。
  4. 「ひとりであそぶ」では、ICカードを持っていない場合は（シャバドゥビ1弾以降）、「かんたん（青ボタン）」「ふつう（緑ボタン）」「むずかしい（赤ボタン）」から難易度を選ぶ（ICカードを持っている場合は、ステージマップを進み、敵を倒しながらレベルを上げる）。以下「ひとりであそぶ」の場合。
3. 難易度に合わせて、属性に合わせた3チームのうち、1チームがランダムに登場する。
  1. 003弾以前の「かんたん」では「速」のチームが登場せず、「力」「技」の2チームのみ。
  2. 04から06およびシャバドゥビ4弾は難易度選択前に「いつものバトル」「スペシャルバトル」の選択が追加されていた。映像作品に準じた3属性のチームの中から1チームを選んで戦うことができ（シャバドゥビ4弾は2チームのうちどちらか）、後述する「ライダーアビリティ」を相手チームも使うなどの違いがある。
4. ヒーローカードを「ゼンエイ」「コウエイ」（「サポーター」と「ブレイカー」は01〜06まで）の順にスキャン。各10秒間にスキャンしないか、赤ボタンでスキップした場合、各弾で指定されたヒーローが自動的に選択される。
  1. ブレイカーは01〜06まで。サポーターと合わせて「コウエイ」として扱われる。現行システムに関する記述の「コウエイ」は、以降特筆しない限りサポーター、ブレイカーの両者を指す。
  2. カードナンバーが違っていても「同じヒーロー」でチームを組むことはできないが、「形態違い」であれば、一部を除いてチームを組むことができる[3]
  3. 001弾から06まで、スキャン画面でCPUチームとその属性が表示されるようになっている。
5. スキャンしたヒーローが登場。カードに記載されたステータスとライダースキル、カード同士の「相性」を含めたステータスが表示され、戦闘が始まる。戦闘の流れに則って、先に相手のタイリョクを0にした方が勝ち。
  1. 終了画面では難易度と戦績に応じたメッセージ（シャバドゥビ1弾以降は、ICカードがセットされていると、戦績を記録された後、ICカードを抜くアナウンスが流れる。さらに「ふたりであそぶ」を選択した後の場合はICカードを二人分交互にスキャンしてデータを記録させる）、交代を促すメッセージが表示され、その後は番組や玩具、公式サイトの宣伝が表示される。なお、終了画面の間は代金を投入してもプレイ画面に移行せず、時間経過を待つか、ベルトボタンでスキップする必要がある。
  2. シャバドゥビ1弾以降でICカードのセーブに失敗し、次のプレイの読み込み時にもデータ修復に失敗した場合は回避策がないため、そのデータは破棄せざるを得なくなる。データの破損を防ぐためには、ICカードの読み書き処理中にウィザードリングを近づけないようにする必要がある。

### カードの種類
カード上部のバーコードをゲームに使用する。006弾までの左側下部のバーコードは「DXディケイドライバー」、またはダブル弾の「おうちでガンバライド」の音声認識コードで、基本的に表裏どちらでも共通。また、上部のバーコードはフォーゼ・ウィザード弾に登場した「おうちでガンバライド」で一部のカードが読み取りに対応している。
ヒーローカード（ピンク）
ヒーローカードは、通常のヒーローカードのほかに、特殊なデザインで発行された「ARカードダスのカード」、「第1弾稼働開始前のロケテストで配布されたキバ　キバフォームのカード」が存在する。
スロット
左側に6つ記されている、数値（アタックポイント）と、攻撃方法を表すアイコン。一番上のゲキレツアイコンにはゾクセイ（シャバドゥビ1弾以降はライダータイプ）と同じ色がついており、ほとんどのカードにはスロットの最高値が記されているが、シャバドゥビ1弾からは裏面に移動している。
アイコン
スロットで止めるとアイコンに応じた攻撃を行う。「剣」と「銃」は武器によって攻撃方法が細分化されており、「パンチ」「キック」「斧」「ロッド」「剣（中剣、大剣、双剣）」「銃（小銃、長銃）」の6種類（9種類）。攻撃方法によってブレイカー時の「ブレイク」発生率を決定する（01〜06まで）。
ライダーアビリティ
01〜06の一部カードの右上に記載。カードが持つライダーアビリティをアイコンで表す。アビリティは01弾当初はフォーゼの一部カードにしか記載されていなかったが、03弾以降に増やされた。
ヒッサツ・コウゲキ・ボウギョ・タイリョク
ヒッサツは技名が併記されている。前三者はゼンエイのみ使用し、タイリョクはゼンエイとコウエイの合計値になる。シャバドゥビ1弾以降は必殺技が二段か三段に表示され、ICカードのLVによって必殺技名が変わったり、必殺技の威力が上がる。
コウエイ / サポーター
最下部の片仮名。サポーター時の「オイウチコウゲキ / ミガワリボウギョ」の発生率・増減率を決定する。006弾まで「コウエイ」、01から06まで「サポーター」。
ゾクセイ（属性）
右下の色の付いた漢字のアイコンで、各ゾクセイが固有の効果を持つが、シャバドゥビ1弾から属性を廃止され、代わりにライダータイプが設けられる。
ゼンエイのものが使用され、コウエイのものはライダースキルでのみ使用する。
3すくみの関係になっており、与えるダメージとライダーラッシュに影響する。
「超属性」は各属性の2倍の効果を発動することがある。代わりに、不利なゾクセイからの攻撃・ライダーラッシュにはさらに弱い。
力/超力（赤）
コウゲキが+100加算される。技に強く、速に弱い。
技/超技（緑）
ライドパワー増加値が+3加算される。速に強く、力に弱い。
速/超速（青）
アタックポイントが+10加算される。力に強く、技に弱い。
ライダースキル
カード裏面左側（横向きで下側）に記載されている、ヒーローカード固有の効果。大半は何らかの条件を満たすことで効果を得る。
スペシャルカード（黄）
ヒーローカードのようなステータスは記されておらず、表面にカードの効果のみが記載されている。06を最後に廃止されたが、シャバドゥビ1弾以降でもヒーローカードより先にスキャンすることで、使用することが出来る。シャバドゥビ1弾以降はすべてのカードでシャバドゥビ弾仕様に能力が調整され、ゼンエイスキャンの時にバトルサポーターを出さない代わりにスキャンできるようになった。ただし、この裏技は「ガンバライドファンブック」にわずかに記載されていた裏技にすぎず、実際にこの方法を使用した人はごく少数にとどまった。
なお、第4弾からはファイナルアタックライドなどある特別なスペシャルカードは必殺技で相手にダメージを与えることができる。
仮面ライダーディケイド ファイナルアタックライドディケイド
クウガゴウラム ディケイドアサルト
アギトトルネイダー ディケイドトルネード
リュウキドラグレッダー ディケイドドラグーン
ファイズブラスター ディケイドフォトン
ブレイドブレード ディケイドエッジ
ヒビキオンゲキコ ディケイドウェイブ
ゼクターカブト ディケイドメテオ
モモタロスイマジン ディケイドライナー
キバアロー ディケイドファング
キャッスルドラン ドラゴン城の怒り
仮面ライダーディケイド コンプリートフォーム ファイナルディメンションキック
オートバジン バトルモード バトルモード起動
デンライナーゴウカ 時をかける列車
ネガデンライナー 悪の殲滅特急
仮面ライダーW サイクロンジョーカー トリプルエクストリーム
11ライダー 11ライダーキック
シャッフルファイナルアタックライドカード シャッフルファイナルアタックライド
パワーダイザー 頼れる先輩

#### レジェンドバトルカード（白）
W弾のカードバインダーに付属したカード。このカードをゼンエイスキャン時にスキャンすることで、問答無用で決まったEXステージに突入することができた。ただし、01弾以降はカードに記載されていないスペシャル能力が発動するだけのカードになり、スキャンのタイミングも「スペシャルカードスキャン」の時（シャバドゥビ弾以降はゼンエイスキャン時）になった。
Ver.1 VSネガ電王&キバエンペラーフォーム
Ver.2 VSリュウガ&ネガ電王
Ver.3 VSディエンド&リュウガ
Ver.4 VS王蛇&カイザ

### 戦闘の流れ
基本的に自分サイドと敵サイドのどちらか、あるいは両方がゲキレツアタックを出さない限り、順番が変更されるだけで自分も敵も通常攻撃、および必殺技を放つことができる。ガンバライジングではスロットで勝利した側しか攻撃できなかったため、インターネット大戦などでゲームバランスに悪影響が及ぶ場合もあったが、ガンバレジェンズでは再び両者の同時攻撃制に戻され、ゲキレツアタックに該当する要素も廃止された。
スロットフェイズ
スロットを止め、出目にゾクセイやスキルなどの効果を合わせて「アタックポイント」を算出、自分と相手のセンコウ・コウコウを決定して攻撃。攻撃後に「ライドパワー」を得る。ライドパワーは06弾までは最大150、シャバドゥビ1弾以降は最大10である。
オイウチコウゲキ / ミガワリボウギョ
攻撃・被攻撃にサポーターが登場し、ダメージを増加・軽減させる。攻撃側のオイウチコウゲキと被攻撃側のミガワリボウギョは同時に発生しない。シャバドゥビ1弾からは何回でも発動される。
ダブルアタック
ゼンエイとコウエイのアイコン（攻撃方法）が揃った時の攻撃、01〜06までは2人分のゲキレツアイコンが揃った時の攻撃。ライドパワー増加量が多くなる。
ゲキレツアタック
チーム全員のゲキレツアイコンが揃った時の攻撃。アタックポイントの大小にかかわらず大ダメージの攻撃を与え、同ラウンドの相手の攻撃を封じる。
ライダーラッシュ
双方のアタックポイントが同じ場合に発生。ボタンを連打して勝った方がゲキレツアタックを行う。
ゲキレツチャレンジ
スロットフェイズで相手がゲキレツアタックを成功させず、自分がコウコウになった場合にランダムで発生。ボタンを連打すると、ゲキレツアイコンが揃ってゲキレツアタックすることがある。01で廃止、03から復帰、シャバドゥビ1弾で再び廃止。
グレートゲキレツアタック
001弾〜06まで。ゲキレツチャレンジ・ライダーラッシュ以外のゲキレツアタックからランダムで発生。ゲキレツアタックよりもさらに大きなダメージを与え、ミガワリボウギョによる軽減も無効にする。
ゲキレツライダーラッシュ
001弾から追加。双方がゲキレツアタックできる状況で発生。ボタンを連打して勝った方がグレートゲキレツアタックを行う。シャバドゥビ1弾で一旦廃止するが、シャバドゥビ2弾から復帰。
必殺技
シャバドゥビ1弾からは、ライドパワーのポイントが6以上になった直後、コウゲキが自動的に必殺技へと変わる。
ライダーガッツ
第7弾から追加。タイリョクを0にされてもわずかに回復して復活し、ゲームを続行できることがある。006弾までは必殺技に限定して発動していたが、01からは通常攻撃に対しても発動するようになった。
ファイナルラウンド
ラウンド4までで決着がつかなかった場合のラウンド5では、双方のタイリョクが1、スロットがゲキレツチャレンジのような形式に変更され、ゲキレツアタックを成功させた方が勝者となる。また、ファイナルラウンド突入後からゲーム終了まで、テーマソングがBGMになる。
リングスキャン / スタイルチェンジ
シャバドゥビ1弾から追加、ゼンエイの仮面ライダーウィザードおよび仮面ライダービースト専用。
ゼンエイスキャンおよび必殺技の時にリングスキャンをすると、いろいろな能力アップされたり、必殺技の変更ができる。
また、ウィザード変身リング（ウィザードだとスタイルチェンジ）か「ハイパー」のリング（ビースト）をスキャンする。
ウィザードのスタイルチェンジでは、ウィザード○○ドラゴンの場合、通常スタイルへのスタイルチェンジはできず、能力アップのみ。また、ビーストハイパーはビースト魔法リングを使っても、能力アップのみ。白い魔法使いリングも能力アップのみである。リングには次の物がある。
なお、ガンバライド稼働終了後に登場したホーリーウィザードリング、ソーサラーウィザードリング、仮面ライダーウィザードリングはリストから除いている。
ウィザードリング
フレイムウィザードリング
ウォーターウィザードリング
ハリケーンウィザードリング
ランドウィザードリング
フレイムドラゴンウィザードリング
ウォータードラゴンウィザードリング
ハリケーンドラゴンウィザードリング
ランドドラゴンウィザードリング
インフィニティーウィザードリング
魔法リング
キックストライクウィザードリング
ドライバーオンウィザードリング
スペシャルウィザードリング
サンダーウィザードリング
ブリザードウィザードリング
グラビティウィザードリング
スペシャルラッシュウィザードリング
フォーゼエンゲージウィザードリング
スーパー戦隊ウィザードリング
フィニッシュストライクウィザードリング
ガルーダウィザードリング
ユニコーンウィザードリング
クラーケンウィザードリング
ケルベロスウィザードリング
ゴーレムウィザードリング
ガルーダウィザードリング（ホワイトカラーver）
ビッグウィザードリング
コネクトウィザードリング
スリープウィザードリング
コピーウィザードリング
ドラゴライズウィザードリング
スメルウィザードリング
エクステンドウィザードリング
リキッドウィザードリング
タイムウィザードリング
ドレスアップウィザードリング
エキサイトウィザードリング
フォールウィザードリング
ミラクルウィザードリング
ビーストリング
ビーストウィザードリング
ファルゴウィザードリング
カメレオウィザードリング
ドルフィウィザードリング
バッファウィザードリング
グリフォンウィザードリング
ハイパーウィザードリング
キマイライズウィザードリング
白い魔法使いリング
チェンジウィザードリング
エクスプロージョンウィザードリング
ファイナルストライクウィザードリング
メイジウィザードリング
ホーリーウィザードリング
エクリプスウィザードリング
ドライバーオンウィザードリング（白い魔法使いver.)
ドラゴタイマーチャンス
シャバドゥビ3弾（オールドラゴン解禁後）から追加、ゼンエイの仮面ライダーウィザード ○○ドラゴン専用。必殺技発動前に発動して、最初にタイミングよくベルトボタンを押して、次にベルトボタンを沢山押すと、必殺技の威力がアップする。なお、玩具のドラゴタイマーの先端部分はガンバライドでスキャン可能である。
シャバドゥビラッシュ
シャバドゥビ5弾から追加、ゼンエイの仮面ライダーウィザード インフィニティースタイルおよび後述のシャバドゥビラッシュキャンペーンカード専用。バトル前の通常リングスキャンの代わりに発動して、ウィザードリングを沢山スキャンする。
アルティメットチャンス
シャバドゥビ6弾で追加、クウガ、アギト、龍騎、ファイズ、ブレイド、響鬼、カブト、電王、キバ、ディケイド、W、オーズ、フォーゼ、ウィザードを最強形態に覚醒させるキャンペーン専門。登場時ベルトボタンをたくさん押すとその最終形態に変身できる。
バトルサポーター
シャバドゥビ1弾から追加、ICカード所有者限定。バトル中にサポーターが現れて、いろいろな能力がアップする。シャバドゥビ5弾以降は効果変更&3体まで所有可能に変更される。主にスペシャルスキャンの代替で登場したものであり、ICかーどでひとりであそぶモードをプレイしながらサポーターを入手・交換する必要がある。

### EXステージ
1. 「ひとりであそぶ」モードの「むずかしい」または「スペシャルバトル」を3ラウンド以内にクリアした場合、本来は勝利メッセージが表示されるタイミングで、それが表示されないことがある。
2. 画面の上下から黒いもやがかかり（006弾まで、01以降は画面中心から背景が変わる）、緊迫感をあおる音楽が流れ、「EX（エクストラ）ステージ」と表示される（シャバドゥビ1弾以降は複数に増えるが、ICカード所有者限定かつ、3週目以降のステージマップで色んなミッションをこなして、バトルスターが三つたまった直後にEXステージへ突入する）。
3. EXステージの対戦相手が紹介される。弾毎に対戦相手と属性は固定。ヒーローカードの再スキャンはできず、前ステージで使用したライダーのままで戦う。以降は通常の遊び方と同様。
  - 全体的にステータスが高く、ラウンド1でのゲキレツアタック発生率も高い。
  - 前のステージで残したライドパワーはEXステージに持ち越せる（06まで）。
  - 遊び方は基本的には通常ステージと同様だが、ラウンド3がファイナルラウンド（第2弾〜06まで、シャバドゥビ1弾から第1弾以来再度ラウンド5がファイナルラウンドとなる）となり、ラウンド2開始時のライドパワー上昇量が多い。
  - クリア画面、アナウンスが通常と異なる。
  - 第7弾〜06までかスペシャルバトル以外の場合、EXステージの表示後、しばらくすると文字にエフェクトがかかって「ハイパーEXステージ」に進むことがある。ステータスはEXステージのものよりさらに高い。
  - 一部の弾を除いたEXステージおよび、一部の弾を除いたハイパーEXステージでは、その時点で未登場（未排出）のキャラクターが先行して登場し、次の弾で正式に登場するというパターンが定番。
  - 005弾・006弾では、さらに「ボスEXステージ」にも進むことがある。全ラウンドに必ず仮面ライダーコアが登場し、必ずプレイヤー側にだけ攻撃する。このステージでは自他共に必殺技の演出が変更される。コアの存在は自分チームのコウエイを封印してゲキレツアイコン以外で攻撃できなくするといった要素があり、ゲームバランスを崩壊させる存在でもあるため、店側の設定で出現しないようにすることも可能である。

### 過去のゲームシステム
第3弾までのゲームシステム
現在のシステムに近い形式に変更されたのは第4弾から。相性の関係やリアクションも現在と異なる。
第1弾
ゼンエイスロットを2回止めた後、コウエイサクセンに応じた内容でゆっくりとしたコウエイスロットを止めていた。
スロットの内容には、現在はサクセンフェイズのボタン一つで選択できる「スペシャルカード」「ひっさつわざ」の他に、「コウゲキ・ボウギョ・ゲキレツ・ライドパワーアップ」の5種類にレベル1〜3がある。このうち「ゲキレツアップ」は、第4弾以降の「ゲキレツチャレンジ」の発生率を上げるもの。
第2弾、第3弾
コウエイスロットが現在のサクセンフェイズに近い形式に変更。第1弾のコウエイスロットの内容が2つのボタンにランダムで出現し、1ボタンには「スペシャルカード」が必ず出現する。ライドパワーが溜まれば「ひっさつわざ」も同様に必ず出現する。
06までのゲームシステム
第4弾〜06
サクセンフェイズ
ラウンド2からスロットフェイズ前に行われ、いずれかを選択して発動することができる。
カードスキャン（緑ボタン）
スペシャルカード、フォーゼ・オーズ・Wのチェンジ用カードをスキャンできる。スペシャルカード、チェンジはバトル中各1回まで。オーズの場合でも、タマシーコンボなどはこのカードスキャンを経由しなければ変身が不可能である。
スイッチスキャン（青ボタン）
01〜06まで。「アストロスイッチ」を筐体をセットすることで、スイッチとセット順に応じたステータス値上昇が得られる。スイッチをON状態にすることでさらにステータス値が上昇する。スイッチのオンにする順番で能力値の増減の度合いが変更される。バトル中1回まで。
ひっさつわざ（赤ボタン）
ライドパワーが100%以上になると選択可能。そのラウンドの攻撃をライドパワーを消費して行う必殺技にする。ライドパワーは200%まで貯めることができ、消費量と威力は比例する。
必殺技に応じて数回のボタンチャレンジが発生し、指示通りのタイミングでベルトボタンを押すと、威力が上昇する。
必殺技
ライドパワー -100%。通常の必殺技。
チーム必殺技
ライドパワー -150%。チーム3人で行う必殺技。ゼンエイの必殺技によって演出と威力が異なる。詳細は#チーム必殺技/ダブルライダー必殺技を参照。
スキップ（全ボタン長押し、実際にはボタン2つの長押しでスキップ可）
ベルトランプルーレット
第7弾から第11弾まで。プレイヤーチーム登場後、ベルトボタンのランプのルーレットを止めて、色に応じてステータスが上昇する。
効果の強力さは3つ星で表され、チームのレアリティの合計が低いほど強力な効果を得られやすく、逆に高レアリティ同士のチームでは高位の効果が出現自体しない。また「カメンライド」「コンプリートスキャン」を行った場合も下位の効果で固定される。
コンプリートスキャン
第5弾から006弾まで、仮面ライダーディケイド コンプリートフォーム専用。ベルトボタンを押しながらゼンエイにディケイド コンプリートフォームをスキャンすると発動。
ヒーローカードを連続でスキャンでき、コンプリートスキャン開始から10秒が経過するか限界枚数までカードをスキャンすると終了し、枚数に応じてコウゲキ・ボウギョ・タイリョク・ヒッサツの4つのステータスが上昇する。
初登場時は15秒・32枚であり、よほどの工夫をしなければ32枚の高速スキャンは非常に難易度が高く、簡単にできるものではなかった。第7弾で10秒・上昇値減少、第10弾で12枚に減少している。
エクストリームチャンス
第10弾から006弾まで、仮面ライダーW サイクロンジョーカーエクストリーム、サイクロンジョーカーゴールドエクストリーム専用。ゼンエイでスキャンするか、メモリチェンジで変身すると発動。
プリズムビッカーの表示後にベルトボタンを押すと、6本のうち4本のガイアメモリが選ばれ、メモリに応じた効果が得られる。
メダルスキャン
001弾から006弾まで、サクセンフェイズ青ボタンで使用。「オーメダル」を筐体でスキャンすることで、メダルに応じたステータス上昇や特殊効果の付与、サポートアタックが発動する。能力値の増減の度合いはセンコウのカードのレアリティで決まるため、同じメダルを三枚スキャンしたりするとものすごい効果を得られることもあった。
コアメダル
ゼンエイのライダーをパワーアップさせる。ゼンエイがオーズの場合はコンボチェンジとして上昇値が通常より高くなり、形態も変化する。次の物がスキャンできる。なお、パンダメダルを使用したガンバライドのカードは存在しないため、パンダメダル使用時の必殺技、カンガルーメダルを足に使用した場合の必殺技は001~006弾でしか見ることができない。
タカメダル
トラメダル
バッタメダル
クワガタメダル
カマキリメダル
ライオンメダル
チーターメダル
サイメダル
ゴリラメダル
ゾウメダル
クジャクメダル
コンドルメダル
シャチメダル
ウナギメダル
タコメダル
プテラメダル
トリケラメダル
ティラノメダル
イマジンメダル
ショッカーメダル
コブラメダル
カメメダル
ワニメダル
サソリメダル
エビメダル
カニメダル
パンダメダル
カンガルーメダル
セルメダル
カンドロイドのあるセルメダルなら固定された支援効果、そうではないセルメダルはランダムの支援効果を発動する。3枚全てセルメダルにすると、オーズ タトバコンボの「ライドベンダーチャージ」、オーズ ラトラーターコンボの「ランチャークローラーシュート」、バースの「ライドベンダーチャージ」の3種類（後者の二つは005弾から追加）からランダムにサポートアタックを行う。次の物が使える。
タカメダル
トラメダル
バッタメダル
クワガタメダル
カマキリメダル
ライオンメダル
チーターメダル
サイメダル
ゴリラメダル
ゾウメダル
クジャクメダル
コンドルメダル
シャチメダル
ウナギメダル
タコメダル
プテラメダル
トリケラメダル
ティラノメダル
コブラメダル
カメメダル
ワニメダル
サソリメダル
エビメダル
カニメダル
ライダーメダル
メダルに対応したサポートアタックが発動する。ライダーメダルを複数スキャンすると（同じメダルでなくてもよい）、最初にスキャンしたサポートアタックの威力が強化される。すべてのメダルが食玩・ガシャポン・入浴剤などからの入手となった。オースキャナーの玩具でスキャンさせると、一部のメダルは固有セリフを発することがある。
新1号
新1号 新サイクロン号
新2号
ショッカーライダーNo.1
V3
アマゾン
ZX
BLACK
BLACK RX
シャドームーン
クウガ マイティフォーム
クウガ ライジングアルティメットレッドアイ
クウガ ライジングアルティメットブラックアイ
アギト グランドフォーム
アギト トリニティフォーム
アギト バーニングフォーム
龍騎
リュウガ
ファイズ
ファイズ アクセルフォーム
ファイズ ブラスターフォーム
ブレイド
ブレイド キングフォーム
響鬼
カブト ライダーフォーム
カブト ハイパーフォーム
ダークカブト ライダーフォーム
電王 ソードフォーム
電王 ウイングフォーム
電王 ライナーフォーム
電王 超クライマックスフォーム
ゼロノス アルタイルフォーム
ゼロノス ゼロフォーム
NEW電王 ストライクフォーム
ネガ電王
モモタロス
ウラタロス
キンタロス
リュウタロス
ネガタロス
デンライナー
キバ キバフォーム
キバ エンペラーフォーム
イクサ セーブモード
イクサ バーストモード
ディケイド
ディケイド コンプリートフォーム
ディケイド コンプリートフォーム ジャンボフォーメーション
ディケイド 激情態
ディエンド コンプリートフォーム
トリプルエクストリーム
W サイクロンジョーカー
W ヒートメタル
W ルナトリガー
W ファングジョーカー
W サイクロンジョーカーエクストリーム
W サイクロンジョーカーゴールドエクストリーム
ジョーカービックスリッパ―
W ハードボイルダー
アクセル
アクセルトライアル
アクセルブースター
ジョーカー
スカル
スカル スカルボイルダー
エターナル
11ライダー
スカルクリスタル
タジャドルチャンス
003弾から006弾まで、仮面ライダーオーズ タジャドルコンボ専用。ゼンエイでスキャンするかコンボチェンジで変身すると発動。タジャスピナーの表示後にベルトボタンを押すと、7枚のコアメダルが選ばれ、メダルに応じた効果が得られる。次の物が使える。
バースチェンジ
003弾から006弾まで、仮面ライダーバース、仮面ライダーバース・プロトタイプ、バース・デイ専用。
バースが必殺技を放った後、ルーレットが割り込んで必殺技の威力がランダムに強化され、1回目の物とは別の2回目の必殺技演出が入る。バース・デイのルーレットは必殺技発動前に割り込む。
01からはルーレット演出と強化効果が無くなり、ランダムに2回目の必殺技が演出されるのみに簡略化された。
プトティラチャンス
005弾・006弾のみ、仮面ライダーオーズ プトティラコンボ専用。ゼンエイでスキャンするかコンボチェンジで変身すると発動。メダガブリューの表示後、ベルトボタンを連打して、ステータスを強化する。
メダガブレイク
005弾・006弾のみ、仮面ライダーオーズ プトティラコンボ専用。スロットフェイズでコウエイになるとまれに発動。メダガブリューが登場してアイコンをゲキレツアイコンにすることがある。
仮面ライダーコア
005弾・006弾のみ、様々な効果でバトルを荒らす。
乱入する場合、ヒーローカードのスキャン前に予告演出が入ると、主にラウンド3、稀にラウンド2に登場。
メダルスキャンの場合、サソリ・カニ・エビのコアメダルをスキャンすると、そのラウンドに必ず登場。
- 1ラウンドのみ

- どちらかのコウエイのスロットを破壊する。
- どちらかのゲキレツアイコンを破壊する。

- 永続

- 双方の体力を1にする。
- 双方の属性効果を2倍にする。

- 持続不明

- 双方のゲキレツアイコンが出やすくなる。

大会モードでは乱入の有無を設定できるが、メダルスキャンはこの限りではない。
カメンライド
第2弾から追加、01で廃止、04で復帰、シャバドゥビ1弾で再び廃止。仮面ライダーディケイド 通常形態・激情態専用。ベルトボタンを押しながらゼンエイにディケイドをスキャンすると、続けてクウガ〜キバまでの平成主役ライダー計9体（いわゆる基本形態）から1枚をスキャンさせることができる。
スキャンに成功するとディケイドがそのライダーにカメンライドして登場し、スキャンしたカードに応じたステータスの上昇、ゾクセイ・必殺技の変化を得る。04から、カメンライドでスキャンするカードとディケイドのゾクセイが同じだと、ゾクセイ効果が2倍になるボーナスも追加された。
- ディケイドクウガ（クウガ マイティフォーム） - 第2弾以降
- ディケイドアギト（アギト グランドフォーム） - 第4弾以降
- ディケイド龍騎（龍騎） - 第2弾以降
- ディケイドファイズ（ファイズ） - 第4弾以降
- ディケイドブレイド（ブレイド） - 第3弾以降
- ディケイド響鬼（響鬼） - 第4弾以降
- ディケイドカブト（カブト ライダーフォーム） - 第4弾以降
- ディケイド電王（電王 ソードフォーム） - 第4弾以降
- ディケイドキバ（キバ キバフォーム） - 第4弾以降

姿は変わるが、キャラクター自体はディケイドとして扱われ、カメンライド先と同じライダーはコウエイにできるが、ゼンエイと同じディケイドはコウエイにできない。
メモリチェンジ
第7弾から追加、01で廃止、05で復帰、シャバドゥビ1弾で再び廃止。ゼンエイの仮面ライダーW専用。カードスキャンでWの別形態のカードをスキャンすると発動。
Wがスキャンしたカードの形態にフォームチェンジし、形態に応じた様々な効果が得られ、スロット・必殺技演出がスキャンしたカードのものになる。
通常のスキャン同様、コウエイのWと同じ形態になることはできない。
コンボチェンジ
001弾から追加、シャバドゥビ1弾で廃止。ゼンエイの仮面ライダーオーズ専用。カードスキャンで別形態のオーズをカードスキャンすると発動。
スキャンしたカードの形態にオーズが変身し、スロットと必殺技をコンボチェンジに使用したカードから引き継ぎ、カードに描かれた形態が使用するメダルに応じた効果が得られる。
タマシーコンボ以外のコンボ形態では、メダルの効果に加えて「コンボボーナス」も得ることができる。
通常のスキャン同様、コウエイのオーズと同じ形態になることはできない。
006弾までは「メダルスキャン」によるコンボチェンジで、カードでは排出されていない多彩な形態への変身も可能だった。上昇値やコンボボーナスの内容も異なっている。
モジュールチェンジ / スイッチコンビネーション / ステイツチェンジ
01から追加（シャバドゥビ1弾以降はモジュールチェンジのみ存続。後の二つは廃止され、後のシャバドゥビ5弾でモジュールチェンジも廃止された）、ゼンエイの仮面ライダーフォーゼ専用。
フォーゼのカードに設定されている「装備しているスイッチ」に対してスイッチスキャンで同じ部位の別スイッチをスキャンするか、フォーゼのカードスキャンで発動。
「モジュールチェンジ」でフォーゼの装備するアストロスイッチが変わり、特定のスイッチを組み合わせると「スイッチコンビネーション」の追加効果を得る。
また、「エレキ」「ファイヤー」「マグネット（NとSの2個1組）」「コズミック」のスイッチを同名のステイツ以外でスキャンする、逆にこの4種類のスイッチを外すようにスキャンすると「ステイツチェンジ」が発動する。前述の4種類のスイッチであれば同名のステイツに、そうでなければベースステイツに変身する。
通常のスキャン同様、ステイツチェンジでもコウエイのフォーゼと同じ形態（ステイツ）になることはできない。
ミガワリブレイク
01〜06まで。発動するとブレイカーが相手のミガワリボウギョを無効化する。
センコウブレイク
01〜06まで。発動するとブレイカーが相手からセンコウを奪い取る。ゲキレツアタックに対しても発動する可能性がある。
サポートアタック（支援攻撃）
06まで。この効果を持つスペシャルカードやスイッチをスキャンしたラウンドの攻撃は、これに変更される。
必殺技として扱われ、オイウチコウゲキ・ダブルアタック・ライダーアビリティでの追加攻撃は一切発生せず、威力も正規の必殺技と比べれば低いが、ライドパワーは消費されず増加する。
マグネットチャージ
03から06まで。仮面ライダーフォーゼ マグネットステイツ専用。必殺技の直前に発動し、タイミングよくボタンを押すと必殺技の威力が強化される。
コズミックチャンス
05・06のみ。仮面ライダーフォーゼ コズミックステイツ専用。ゼンエイでスキャンするか、ステイツチェンジで変身すると発動。時間内にボタンを40回まで連打することができ、回数に応じてステータスが強化される。次の物が使える。
アストロスイッチ
ロケットモジュール
ランチャーモジュール
ドリルモジュール
レーダーモジュール
マジックハンドモジュール
カメラモジュール
パラシュートモジュール
チェンソーモジュール
ホッピングモジュール
エレキモジュール
シザースモジュール
ビートモジュール
チェーンアレイモジュール
スモークモジュール
スパイクモジュール
ウインチモジュール
フラッシュモジュール
シールドモジュール
ガトリングモジュール
ファイヤーモジュール
ステルスモジュール
ハンマーモジュール
ウォーターモジュール
メディカルモジュール
ペンモジュール
ホイールモジュール
スクリューモジュール
ハンドモジュール
スコップモジュール
Nマグネットモジュール
Sマグネットモジュール
フリーズモジュール
クローモジュール
ボードモジュール
ジャイアントフットモジュール
エアロモジュール
ジャイロモジュール
ネットモジュール
スタンパーモジュール
コズミックモジュール
レジェンドライダースイッチ
新1号スイッチ
新2号スイッチ
V3スイッチ
ライダーマンスイッチ
Xスイッチ
アマゾンスイッチ
ストロンガースイッチ
クウガスイッチ
アギトスイッチ
龍騎スイッチ
ファイズスイッチ
ブレイドスイッチ
響鬼スイッチ
カブトスイッチ
電王スイッチ
キバスイッチ
ディケイドスイッチ
Wスイッチ
オーズスイッチ
ライダーアビリティ
01から06まで、各アビリティの登場弾は後述。カードが持つアビリティの条件を満たすことで追加効果を得る。
追加攻撃
追加攻撃による通常攻撃のダメージ増加。
発動ラウンド、ゼンエイ・コウエイでの発動の有無、通常攻撃の999ダメージ上限無視の有無が異なる。
「カメンライド」「メモリチェンジ」「コンボチェンジ」は同名の専用システムとは併用できない。
アストロ
仮面ライダーフォーゼ（01。マグネットステイツ、コズミックステイツ除く）
ギャラクシー
仮面ライダーメテオ（03）、仮面ライダーメテオストーム（04）
カメンライド
仮面ライダーディケイド（04）
バリズンラッシュ
仮面ライダーフォーゼ コズミックステイツ（05）
ラウズカード
仮面ライダーブレイド、仮面ライダーギャレン、仮面ライダーカリス（05）
メモリチェンジ
仮面ライダーW（05）
クロックアップ
仮面ライダーカブト ライダーフォーム、仮面ライダーガタック ライダーフォーム、仮面ライダーダークカブト ライダーフォーム（06）
コンボチェンジ
仮面ライダーオーズ（06）
レジェンドタッグ
06キャンペーンカード、仮面ライダーフォーゼ コズミックステイツ（一部プロモーションカード）
クウガは新1号、ファイズはライダーマン、ディケイドはZXといったように、平成ライダーと昭和ライダーは登場順にタッグを組む。フォーゼのみ昭和ライダー全12人がランダムに登場。
その他
タイフーン
仮面ライダー新1号（03）、仮面ライダー新2号（06）
相手から攻撃を受けた時に発動。新1号はライドパワー、新2号はコウゲキを増加させる。
NSマグフォン
仮面ライダーフォーゼ マグネットステイツ（03）
相手から攻撃を受けた時に発動。ライドパワー増加、ステータス強化などの効果がランダムに発動する。
スペシャルバトル(04)、(S4)
ゴーバスターズの3人(04)・レッドバスター(04、S4)、ゴーカイジャーの5人(04)・ゴーカイレッド(04、S4)、ギャバンType-G(S4)、キョウリュウジャーのキョウリュウレッド(S4)
「スーパーヒーロー大戦シリーズ」のコラボとしてライバル専用のゲスト主演として登場。また、『ガンバライドS4弾』では、「ヒーローバトル」で勝利をすると仲間になるアイテムカード「ICカード専用」を使って「バトルサポーター」で発動するとギャバンType-Gやキョウリュウレッドが助っ人として協力することも出来る。

## 登場ライダー・バージョンアップ履歴
筐体排出カード以外でのキャラクターの登場は付記する。
シャバドゥビ1弾以降は、ほとんどのライダーで登場直後・必殺技発動時に固有の各作品ごとの主題歌が流れるようになった。

### 第1期
- 筐体のカードリーダー部が「ディケイドライバー」を模している。

#### 第1弾
2008年12月25日稼動。主にキバと電王のライダーがおおよそ参戦し、劇中技の再現度は非常に高いものが多い。主題歌は「GET-RIDE!」。
仮面ライダーキバ キバフォーム
仮面ライダーキバ ガルルフォーム
仮面ライダーキバ バッシャーフォーム
仮面ライダーキバ ドッガフォーム
仮面ライダーキバ ドガバキフォーム
仮面ライダーキバ エンペラーフォーム
仮面ライダーイクサ セーブモード
仮面ライダーイクサ バーストモード
仮面ライダー電王 ソードフォーム
仮面ライダー電王 ロッドフォーム
仮面ライダー電王 アックスフォーム
仮面ライダー電王 ガンフォーム
仮面ライダーゼロノス アルタイルフォーム
仮面ライダー新1号
仮面ライダー新2号
仮面ライダーV3
仮面ライダーBLACK
仮面ライダーネガ電王（EXステージ）

#### 第2弾
2009年1月25日稼動。主題歌はなし。
仮面ライダーディケイド
仮面ライダークウガ マイティフォーム
仮面ライダークウガ ペガサスフォーム
仮面ライダー龍騎
仮面ライダーナイト
仮面ライダーゼロノス ゼロフォーム
ショッカーライダーNo.1
ショッカーライダーNo.5
仮面ライダーストロンガー
仮面ライダーネガ電王
仮面ライダーリュウガ（EXステージ）

#### 第3弾
2009年3月1日稼動。主題歌は「SOUL-RIDE!」。
仮面ライダーファイズ
仮面ライダーアギト グランドフォーム
仮面ライダーブレイド
仮面ライダーブレイド キングフォーム
仮面ライダーリュウガ
仮面ライダーディエンド（EXステージ）

#### 第4弾
2009年5月3日稼動。
仮面ライダーディエンド
仮面ライダー響鬼
仮面ライダーカブト ライダーフォーム
仮面ライダー王蛇
仮面ライダーカイザ

#### 第5弾
2009年7月5日稼動。
仮面ライダーディケイド コンプリートフォーム
仮面ライダークウガ ドラゴンフォーム
仮面ライダークウガ タイタンフォーム
仮面ライダーガタック ライダーフォーム
仮面ライダーW サイクロンジョーカー（プロモーションカード）

#### 第6弾
2009年9月6日稼動。主題歌は「FIGHT-RIDE!」。
仮面ライダーW サイクロンジョーカー
仮面ライダーW ヒートメタル
仮面ライダーW ルナトリガー
仮面ライダーアギト トリニティフォーム
仮面ライダーG3-X
仮面ライダー電王 ライナーフォーム

#### 第7弾
『激突!Wの救世主』 2009年11月1日稼動。今弾からサブタイトルが追加。
仮面ライダーW ヒートジョーカー
仮面ライダーW ルナジョーカー
仮面ライダーW サイクロンメタル
仮面ライダーW ルナメタル
仮面ライダーW サイクロントリガー
仮面ライダーW ヒートトリガー
仮面ライダーZX
仮面ライダーBLACK RX
シャドームーン
仮面ライダークウガ ライジングアルティメット（レッドアイ）
仮面ライダークウガ ライジングアルティメット（ブラックアイ）（ハイパーEXステージ）
仮面ライダーW ファングジョーカー（プロモーションカード）
仮面ライダーW サイクロンサイクロン & ジョーカージョーカー（プロモーションカード・必殺技演出）

#### 第8弾
『疾風の牙・音速の足』 2010年1月21日稼動。主題歌が再びなくなる。
仮面ライダーW ファングジョーカー
仮面ライダーアクセル
仮面ライダーファイズ アクセルフォーム
仮面ライダーダークカブト ライダーフォーム
仮面ライダークウガ ライジングアルティメット（ブラックアイ）
仮面ライダーNEW電王 ストライクフォーム（ハイパーEXステージ）

#### 第9弾
『今日から俺が電王!!』 2010年3月18日稼動。
モモタロス
仮面ライダーNEW電王 ストライクフォーム
仮面ライダースーパー1 スーパーハンド
仮面ライダーW サイクロンサイクロン & ジョーカージョーカー（必殺技演出）

#### 第10弾
『極限に挑む者たち』 2010年5月20日稼動。同年6月19日以降、イオンファンタジーでは『スペシャルver.』としてCPUチームのマイナーチェンジなどが行われた。主題歌は「LEGEND-RIDE!」。
仮面ライダーW サイクロンジョーカーエクストリーム
仮面ライダーアクセルトライアル
仮面ライダースカル
仮面ライダーディケイド 激情態
ネガタロス（ハイパーEXステージ）
仮面ライダーアマゾン（スペシャルver. ハイパーEXステージ）
仮面ライダーディエンド・コンプリートフォーム（プロモーションカード）

#### 第11弾
『灼熱の赤、炎獄の黒』 2010年7月15日稼動。
仮面ライダーディエンド コンプリートフォーム
仮面ライダーアマゾン
仮面ライダーアギト バーニングフォーム
仮面ライダー響鬼紅
ウラタロス
キンタロス
リュウタロス
ネガタロス
仮面ライダーオーズ タトバコンボ（プロモーションカード）

### 第2期
『仮面ライダーオーズ/OOO』の放送開始に伴うリニューアル。主題歌は「G8-RIDE!」。
- 「オーズドライバー」を模した「オーメダル」と連動する筐体に変更。
- ナンバリングは3桁で1〜2桁目は英語読み、3桁目のみ日本語読み（例：ゼロゼロいちだん）。

#### 001弾
『新たなる戦士、仮面ライダーオーズ』 2010年9月16日稼動。通算第12弾。
仮面ライダーオーズ タトバコンボ
仮面ライダーオーズ タカキリバ
仮面ライダーオーズ タカトラーター
仮面ライダーオーズ タトバコンボ/ライドベンダー
仮面ライダーW サイクロンジョーカーゴールドエクストリーム
仮面ライダージョーカー
仮面ライダーエターナル
仮面ライダーファイズ ブラスターフォーム
仮面ライダー新1号/新サイクロン号
仮面ライダーX（ハイパーEXステージ）
仮面ライダーオーズ ガタキリバコンボ（プロモーションカード）
仮面ライダーオーズ ラトラーターコンボ（プロモーションカード）

#### 002弾
『烈風! 迅速! 粉砕!』 2010年11月18日稼動。通算第13弾。
仮面ライダーオーズ ガタキリバコンボ
仮面ライダーオーズ ラトラーターコンボ
仮面ライダーオーズ サゴーゾコンボ
仮面ライダーオーズ ラトラバ
仮面ライダーオーズ ラキリバ
仮面ライダーカブト ハイパーフォーム
仮面ライダー電王 ウイングフォーム
仮面ライダーX
仮面ライダー新2号/新サイクロン号
仮面ライダー龍騎サバイブ（ハイパーEXステージ）
仮面ライダーオーズ タカゴリバ（プロモーションカード）

#### 003弾
『紅蓮バースト』 2011年1月20日稼働。通算第14弾。
- 今弾から、ゼンエイのオーズと共に「アンク」が登場。

仮面ライダーオーズ タジャドルコンボ
仮面ライダーオーズ ガタトラバ
仮面ライダーオーズ ラトラゾ
仮面ライダーバース
仮面ライダー龍騎サバイブ
仮面ライダーギャレン
仮面ライダースカルクリスタル
仮面ライダーW サイクロンジョーカー/ハードボイルダー
仮面ライダースカル/スカルボイルダー
スカイライダー（ハイパーEXステージ）
仮面ライダーオーズ シャウタコンボ（プロモーションカード）

#### 004弾
『受け継がれる魂』2011年3月17日稼働。通算第15弾。
仮面ライダーオーズ シャウタコンボ
仮面ライダーオーズ ラトラーターコンボ/トライドベンダー
バース・デイ
仮面ライダー電王 超クライマックスフォーム
仮面ライダーカリス
スカイライダー
仮面ライダー龍騎サバイブ/ドラグランザー
ライダーマン（ハイパーEXステージ・必殺技演出）
仮面ライダーオーズ プトティラコンボ（プロモーションカード）

#### 005弾
『激烈咆哮』2011年5月12日稼働。通算第16弾。
仮面ライダーオーズ プトティラコンボアンクは付かない。
仮面ライダーオーズ タマシーコンポこちらもアンクは付かない。
仮面ライダーオーズ タカジャバ
仮面ライダーアクセルブースター
ライダーマン
仮面ライダー電王 ソードフォーム/マシンデンバード
仮面ライダーNEW電王 ストライクフォーム/マシンデンバード
仮面ライダーダークキバ（ハイパーEXステージ）
キカイダー（プロモーションカード）
キカイダー01（プロモーションカードの必殺技演出）
仮面ライダーコア（乱入システム・ボスEXステージ）

#### 006弾
『カウント・ザ・オーズ』2011年7月14日稼動。通算第17弾。
仮面ライダーバース/ライドベンダー
仮面ライダーダークキバ
仮面ライダーキックホッパー
仮面ライダーパンチホッパー
仮面ライダーアギト シャイニングフォーム（ハイパーEXステージ）
仮面ライダーオーズ タカガルバ（プロモーションカード）
仮面ライダーオーズ ブラカワニコンボ（プロモーションカード）
仮面ライダーフォーゼ ベースステイツ（プロモーションカード）

### 第3期
『仮面ライダーフォーゼ』の放送開始に伴うリニューアル。主題歌は「e.g.-RIDE!」。
- 「フォーゼドライバー」を模した「アストロスイッチ」連動の筐体に変更され、オーメダルとの連動を廃止。
- 2対2から3対3になるなどゲームシステムを大幅変更。
- カード左下の「ディケイドライバー」用バーコードを廃止。アイコンがこの部分に移動。
- ナンバリングは2桁で英語読み（例：ゼロワン）。

#### 01
『仮面ライダーフォーゼ、キターッ！』2011年9月15日稼動。通算第18弾。基板スペックが変更されたことで、一画面に6~7体の3Dモデルが表示できるようになった。（それ以前は最大2体。）
仮面ライダーフォーゼ ベースステイツ
仮面ライダーフォーゼ ベースステイツ/マシンマッシグラー
仮面ライダーオーズ ブラカワニコンボ
仮面ライダーアギト シャイニングフォーム
仮面ライダーゾルダ（ハイパーEXステージ）
仮面ライダーフォーゼ エレキステイツ（プロモーションカード）

#### 02
『アツイぜ！ステイツチェンジ！！』2011年11月17日稼動。通算第19弾。この頃に「おうちでガンバライド」の新バージョンが発売され、実際の01,02弾のカードをすべて個別認識することができた。
仮面ライダーフォーゼ エレキステイツ
仮面ライダーフォーゼ ファイヤーステイツ
仮面ライダーゾルダ
仮面ライダー装甲響鬼（ハイパーEXステージ）
仮面ライダーメテオ（プロモーションカード・必殺技演出）

#### 03
『引き合うぜ！！2つの力！』2012年1月26日稼動。通算第20弾。この作品より実況ボイスが全面入れ替えとなった。
仮面ライダーフォーゼ マグネットステイツ
仮面ライダーフォーゼ ロケットステイツ
仮面ライダーメテオ
仮面ライダーバース・プロトタイプ
仮面ライダー装甲響鬼
仮面ライダーなでしこ（必殺技演出）
仮面ライダーオーズ タジャドルコンボ（ハイパーEXステージ）（新必殺技）ロストブレイズ

#### 04
『スーパーヒーロー大戦、キターッ！』2012年3月22日稼動。通算第21弾。
従来（~02弾）までは2,3弾分のアップデートデータを一回のオフラインアップデートで有効化させる方式が採用されていたが、内容が不足していたことが原因と思われる事態が発生し、本来想定されていた04弾の内容（更新は03弾稼働直前のデータ）を緊急アップデートで上書きしたことで知られる。本来参戦する新ライダーはメテオストームと新規必殺技のみであった。
仮面ライダーメテオストーム
仮面ライダーオーズ タジャドルコンボ（新必殺技）ロストブレイズ
仮面ライダーキバエンペラーフォーム（新必殺技）ファイナルザンバット斬
仮面ライダーオーズ タカパンパ（ひとりであそぶモード・ふつう）
スペシャルバトル限定キャラクター
稼動期間中に公開された映画『仮面ライダー×スーパー戦隊 スーパーヒーロー大戦』との連動を謳い、『海賊戦隊ゴーカイジャー』『特命戦隊ゴーバスターズ』が登場している。
ゴーカイレッド
ゴーカイブルー
ゴーカイグリーン
レッドバスター
ブルーバスター
イエローバスター
アカレンジャー（ゴーカイチェンジ演出）
ゴーカイイエロー（必殺技演出）
ゴーカイピンク（必殺技演出）
仮面ライダーフォーゼ コズミックステイツ（プロモーションカード）
ロケットドリルゴーバスターオー（プロモーションカードの必殺技演出）

#### 05
『新・旧・真・究！』2012年5月24日稼動。通算第22弾。この弾以降は毎弾バージョンアップデータを更新するようになった。
仮面ライダーフォーゼ コズミックステイツ
仮面ライダーメテオ/マシンメテオスター
仮面ライダー斬鬼
仮面ライダーシン
仮面ライダー轟鬼（ハイパーEXステージ）
仮面ライダーフォーゼ ロケットドリルステイツ（プロモーションカード）

#### 06
『集結！25人の仮面ライダー』2012年7月19日稼動。通算第23弾。
仮面ライダー轟鬼
仮面ライダーストロンガー（チャージアップ）
仮面ライダーウィザード フレイムスタイル（プロモーションカード）

### 第4期
『仮面ライダーウィザード』の放送開始に伴うリニューアル。主題歌は「I.C.-RIDE!」（ただし、シャバドゥビ3,4,6弾はPVそのものが存在しないため、主題歌が流れるPVとポスターは存在しない。）
- 「ウィザードライバー」を模した「ウィザードリング」連動の筐体に変更され、アストロスイッチとの連動を廃止。
- 2VS2制バトルに戻され、スペシャルカードの使用が（不可能ではないが）非推奨となったことにより、ゲーム性が大幅にシンプル化された。
- 属性がライダータイプに変化、火・水・風・土・宇宙・万能と一新され、これまでの属性が全て廃止された。そのため、シャバドゥビ2弾までは一部カードがレベルの増加対象に入らないため大幅に弱体化していた。
- ICカードを導入。ICカード一枚で最大400回プレイに使用することが可能。
- スペシャルカードの排出を廃止。レアリティが5段階から4段階に変更された。

#### シャバドゥビ1弾
2012年9月27日稼動。通算第24弾。属性が仮面ライダーのタイプに変わった。
仮面ライダーウィザード フレイムスタイル
仮面ライダーウィザード ウォータースタイル
仮面ライダーウィザード ハリケーンスタイル
仮面ライダーウィザード ランドスタイル
仮面ライダークウガ ライジングマイティ（必殺技演出）
仮面ライダーガタック ライダーフォーム（新必殺技）クロックアップ&ライダーキック
仮面ライダーX（新必殺技）ライドル脳天割り
仮面ライダーZO
仮面ライダーレンゲル（EXステージ）
仮面ライダーフォーゼ メテオフュージョンステイツ（リングスキャン）
仮面ライダーウィザード フレイムドラゴン（リングスキャンおよびプロモーションカード）

#### シャバドゥビ2弾
2012年11月22日稼動。通算第25弾。この頃に「おうちでガンバライド」のウィザード版が発売。シャバドゥビ1,2弾の一部のカードをスキャン可能であったが、実際は非公式で01,02弾のカードも一部スキャンが可能である。
- 新たなライダータイプに気合・雷・機械が追加。

仮面ライダーウィザード フレイムドラゴン
仮面ライダーウィザード ハリケーンドラゴン
仮面ライダーウィザード（新必殺技）ストライクエンド
仮面ライダー電王 ソードフォーム（新必殺技）俺の必殺技 特別編
仮面ライダー響鬼（新必殺技）鬼幻術・鬼火
仮面ライダースーパー1　スーパーハンド（新必殺技）エレキハンド&梅花二段蹴り
仮面ライダーレンゲル
仮面ライダークウガ ライジングマイティ
仮面ライダー威吹鬼（EXステージ）
仮面ライダーウィザード スペシャルラッシュ（プロモーションカード）
仮面ライダーウィザード ウォータードラゴン（リングスキャン）
仮面ライダーウィザード ランドドラゴン（リングスキャン）
仮面ライダービースト（プロモーションカード）
仮面ライダーウィザード/マシンウィンガー

#### シャバドゥビ3弾
2013年1月24日稼働。通算第26弾。
- 新たなライダータイプに獣[15]・光・闇・時空・幻惑・融合が追加。

仮面ライダーウィザード ウォータードラゴン
仮面ライダーウィザード ランドドラゴン
仮面ライダービースト
仮面ライダー威吹鬼
仮面ライダーウィザード フレイムドラゴン（新必殺技）コピー・ツインソード
仮面ライダー王蛇（新必殺技）ドゥームズデイ
仮面ライダーフォーゼ メテオフュージョンステイツ（キャンペーンカードのみ）
仮面ライダーオーズ スーパータトバコンボ （EXステージ）
仮面ライダー電王 クライマックスフォーム （リングスキャン）
仮面ライダーフォーゼ メテオなでしこフュージョンステイツ （リングスキャン）
仮面ライダーウィザード オールドラゴン（プロモーションカード）

#### シャバドゥビ4弾
2013年3月21稼働。通算第27弾。
- CPU限定で、ライダータイプにヒーローが追加。

仮面ライダーウィザード オールドラゴン
仮面ライダービーストハイパー
仮面ライダーオーズ スーパータトバコンボ
仮面ライダーザビー ライダーフォーム
仮面ライダーウィザード フレイムドラゴン（新必殺技）ドラゴンフォーメーション
仮面ライダーウィザード ハリケーンドラゴン（新必殺技）ドラゴンウイング
仮面ライダーウィザード ウォータードラゴン（新必殺技）ドラゴンテイル
仮面ライダーウィザード ランドドラゴン（新必殺技）ドラゴンクロー
仮面ライダービースト（新必殺技）ビーストマジック・キックストライク
仮面ライダーウィザード インフィニティスタイル（リングスキャンおよびプロモーションカード）
スペシャルバトル限定キャラクター
稼動期間中に公開された映画『仮面ライダー×スーパー戦隊×宇宙刑事 スーパーヒーロー大戦Z』との連動を謳い、『宇宙刑事ギャバンtypeG』『獣電戦隊キョウリュウジャー』が登場している。
宇宙刑事ギャバンtypeG（スペシャルバトル・プロモーションカードの必殺技演出）
キョウリュウレッド（スペシャルバトル・プロモーションカードの必殺技演出）

#### シャバドゥビ5弾
2013年5月23日稼動。通算第28弾。
仮面ライダーウィザード インフィニティスタイル
仮面ライダーウィザード オールドラゴン
仮面ライダーウィザード スペシャルラッシュ
仮面ライダーフォーゼ メテオフュージョンステイツ
仮面ライダーライジングイクサ
仮面ライダーJ
仮面ライダークウガ アルティメットフォーム（EXステージ）
仮面ライダーウィザード フレイムスタイル（新必殺技）ウィザード＆ビーストダブルキックストライク
仮面ライダービースト（新必殺技）キマイラチェイン・ランチタイム
仮面ライダーカイザ（新必殺技）カイザスラッシュ
仮面ライダーブレイド キングフォーム（新必殺技）フォーカード

#### シャバドゥビ6弾
2013年7月25日稼動。通算第29弾にしてガンバライドの最終弾。全カードがノーマルなしのレア以上のラインナップとなったが、逆にスーパーレア以上のカードの入手率を低下させた。2013年9月25日をもって順次稼動終了。
白い魔法使い
仮面ライダークウガ アルティメットフォーム
仮面ライダー電王 プラットフォーム（アルティメットチャンスの変身演出限定）
仮面ライダーウィザード インフィニティースタイル（新必殺技）インフィニティー＆ハイパーアタック・ショータイム
仮面ライダーウィザード フレイムスタイル（新必殺技）サンクスフォー・ガンバライダーズキック

## キャンペーン
ゲーム（カード）と連動したキャンペーンが度々行われている。
なりきりフォト カメンライドWキャンペーン
ウェブサイトおよび第2弾で実施。ウェブサイトでの抽選に当選するか、第2弾のチャンスカードを登録すると、当選者の名前・写真が掲載されたオリジナルカードがプレゼントされた。データは2-004 ディケイドの再録。
ファイナルアタックライドキャンペーン
第4弾で実施。ディケイドが使用する10枚の「ファイナルアタックライド」をホログラム・箔押し仕様で封入。
Wホロキラカードキャンペーン
第7弾で実施。Wの9つのフォームを、1枚にホログラム2種の仕様で封入。
ガイアメモリキャンペーン
第10弾で実施。封入された全8種類のチャンスカードで「ガンバライドオリジナル ガイアメモリ」の抽選に参加できた。
オーズホロキラカードキャンペーン
001弾で実施。平成ライダー12人を、オーズ タトバコンボをかたどったホログラム仕様で封入。
ドリームタッグ技キャンペーン
004弾で実施。昭和ライダー12人のうち1人が必殺技で登場するオーズ6コンボ各2枚、全12枚をホログラム・箔押し仕様で封入。
金ピカコンボカードキャンペーン
006弾で実施。必殺技「チェンジ・ザ・メダルズ」を持つオーズ7コンボをメタリック仕様で封入。必殺技の後、アンクの投げたメダルでコンボチェンジして、2度目の必殺技を放つ。
フォーゼモジュールカード & レジェンドライダースイッチキャンペーン
01で実施。1〜9のモジュールを描いたメタリック仕様のフォーゼがチャンスカードとして封入、「レジェンドライダースイッチ ゴールドver.」の抽選にも参加できた。
04・05横断センパイキターッ！キャンペーン
04・05で実施。「レジェンドライダースイッチ」装備のフォーゼ ベースステイツをカラフルなホログラム・箔押し仕様で封入。04で12枚、05で13枚、合計25枚。05では玩具販売予定のないライダースイッチを装備したカードも封入。
明日への架け橋！友情タッグキャンペーン
06で実施。ライダーアビリティ「レジェンドタッグ」で昭和ライダー12人が登場する、平成ライダー13人のカードを、歴代昭和ライダーをかたどった箔押しと、仮面ライダーの「複眼」をイメージしたホログラム仕様で封入。
ゴー!ゴー!ゴールドカードゲットキャンペーン
シャバドゥビ3弾で実施。ガンバライド5周年に因み、仮面ライダーウィザードフレイムスタイル、仮面ライダーフォーゼベースステイツ、仮面ライダーオーズタトバコンボ、仮面ライダーWサイクロンジョーカー、仮面ライダーディケイドの5枚がオリジナルナンバー（5th-001など）、金押しで登場。
オールタイプキャンペーン
ガンバライド シャバドゥビ6弾までに登場予定の15タイプを代表するカードが登場、ICカードを持っている場合、全タイプが開放される。また、シャバドゥビ3弾のひとりであそぶの時、相手より有利なライダータイプ（例えば、火→風）だと、ダメージを通常よりも大きく与えることができる。
シャバドゥビラッシュキャンペーン
シャバドゥビ5弾で実施。シャバドゥビラッシュシステムが使える代表タイプ15人をホログラム仕様で封入。
アルティメットキャンペーン
シャバドゥビ6弾で実施。アルティメットチャンスが使える平成ライダー14人の最強形態を、箔押し仕様&1つのパノラマでつながっている。

## 声の出演
キャスト名が太字のものは原典と同じキャストが演じている。
- 仮面ライダーウィザード / 操真晴人 - 白石隼也（シャバドゥビ1弾から）
- 仮面ライダービースト - 永瀬匡（シャバドゥビ3弾から）
- 白い魔法使い - 髙階俊嗣（シャバドゥビ6弾から）
- フェニックス - 篤海（シャバドゥビ2弾から）
- メデューサ - 中山絵梨奈（シャバドゥビ3弾から）
- グレムリン - 前山剛久（シャバドゥビ5弾から）
- キョウリュウレッド - 竜星涼（シャバドゥビ4弾から）
- 仮面ライダーフォーゼ - 福士蒼汰（01から）
- 仮面ライダーメテオ - 吉沢亮（03から）
- 歌星賢吾 - 高橋龍輝（03から）
- 城島ユウキ - 清水富美加（03から）
- タチバナ、ウルフイマジン - 檜山修之（03から）
- 仮面ライダーオーズ - 渡部秀（001弾から）
- アンク - 三浦涼介（003弾から）
- 仮面ライダーバース / 仮面ライダーバース・プロトタイプ - 岩永洋昭（005弾から）
- 仮面ライダーバース - 君嶋麻耶（03から）
- 仮面ライダーW / 仮面ライダージョーカー - 桐山漣（第7弾から）
- 仮面ライダーW - 菅田将暉（第7弾から）
- 仮面ライダーアクセル - 木ノ本嶺浩（第10弾から）
- 鳴海亜樹子 - 山本ひかる（005弾から）
- 仮面ライダーコア - 立木文彦（006弾から）
- 仮面ライダーディケイド - 井上正大（第2弾から）
- 仮面ライダーディエンド - 戸谷公人（第4弾から）
- 仮面ライダーキバ - 瀬戸康史（第1弾から）
- 仮面ライダーイクサ - 加藤慶祐（第1弾から）
- キバットバットIII世 - 杉田智和（第1弾から）
- 魔皇竜タツロット - 石田彰（第1弾から）
- 仮面ライダー電王 ソードフォーム / 超クライマックスフォーム / モモタロス - 関俊彦（第1弾から）
- 仮面ライダー電王 ロッドフォーム / 超クライマックスフォーム / ウラタロス - 遊佐浩二（第1弾から）
- 仮面ライダー電王 アックスフォーム / 超クライマックスフォーム / キンタロス、シャドームーン - てらそままさき（第1弾から）
- 仮面ライダー電王 ガンフォーム / 超クライマックスフォーム / リュウタロス - 鈴村健一（第1弾から）
- 仮面ライダー電王 ウィングフォーム / 超クライマックスフォーム - 三木眞一郎（002弾から）
- 仮面ライダーゼロノス - 中村優一（第1弾から）
- 仮面ライダーゼロノス ゼロフォーム / デネビックバスター / デネブ - 大塚芳忠（第1弾から）
- 仮面ライダーネガ電王 / ネガタロス - 緑川光（第1弾から）
- 仮面ライダーNEW電王 - 桜田通（第8弾から）
- マチェーテディ - 小野大輔（第8弾から）
- 仮面ライダーキックホッパー - 徳山秀典（006弾から）
- 仮面ライダーパンチホッパー / 仮面ライダーザビー - 内山眞人（006弾から）
- 仮面ライダーZX - 菅田俊（第7弾から）
- 仮面ライダースーパー1 - 根本幸多（第9弾から[16]）
- 仮面ライダー1号 - 稲田徹（第1弾から[17]）

### 実況アナウンス
- 杉田智和（第1弾）
- マーク・大喜多（第2弾 - シャバドゥビ6弾）
- 立木文彦（第7弾 - 02）
- 中田譲治（003弾 - 006弾）
- 檜山修之（03 - 06、シャバドゥビ2弾）
- 不詳（男性声優による）（シャバドゥビ1弾 - シャバドゥビ6弾）

## 必殺技
劇中を再現したもの以外にも、本作品オリジナルの必殺技が登場している。小学館の子供向け雑誌は合同で「必殺技コンテスト」を毎年開催しており、これを再現した必殺技も登場する。

### チーム必殺技/ダブルライダー必殺技
発動条件は#戦闘の流れを参照（06まで）。
ダブルライダーキック
固有必殺技のゼンエイのチーム必殺技で発動。ゼンエイの必殺技発動前に、コウエイ2人が敵のコウエイ2人を攻撃する。第10弾から演出が変更された。
006弾まではゲキレツアイコンでの攻撃方法が同じチームのダブルライダーキックで発動。ゼンエイ・コウエイで敵ゼンエイを攻撃する。通常のダブルライダー必殺技よりも威力が上がる。シャバドゥビ1弾以降は、ゼンエイがウィザードかビーストで、レジェンドライダーリングを必殺技発動前にスキャンすることができる。
トリプルライダーキック
共通必殺技のゼンエイのチーム必殺技で発動。ゼンエイは正面、コウエイは両側面の三方から敵3人を攻撃。威力が大幅に上がる。
ライダーマシンダブルアタック
006弾まで登場していたバイクカードのチームのダブルライダー必殺技。2人同時の「○○チャージ&キック」で敵ゼンエイを攻撃。ダブルライダーキックと同様、威力が上がる。

## 主題歌
主にプロモムービーなどで使用された。一部は2019年発売の「仮面ライダーバトル ガンバライジング 10thアニバーサリー 9ポケットバインダーセット2」付属CDにてCD化が成されている。
「GET-RIDE!」
1弾から3弾まで使用。歌は奥村慎也。
「SOUL-RIDE!」
4弾から6弾まで使用。歌は浅草まり。
「FIGHT-RIDE!」
7弾から9弾まで使用。歌は高取ヒデアキ。
「LEGEND-RIDE!」
10弾から11弾まで使用。歌は高取ヒデアキ。
「G8-RIDE!」
001弾から006弾まで使用。歌は串田アキラ。途中で曲がリミックスされた。また次回作「ガンバライジング」では期間限定イベントモードの「超絶バトルCORE」のファイナルラウンド時のBGMとしても使用。
「e.g.-RIDE!」
01弾から06弾まで使用。 歌はKen-ichiと浅草まり。途中で曲がリミックスされた。
「I.C.-RIDE!」
シャバドゥビ1弾からシャバドゥビ6弾まで使用。歌は斉藤淳一。

## 関連商品
本作品のカードを収納・持ち運びできるバインダーやファイルが発売されている。これをはじめ玩具・食品・書籍などにカードが付属することがあり、玩具に付属するカードは「T-000（フォーゼはTOY-000・ウィザードはTS-000）」、それ以外のカードは「P-000（フォーゼはPR-000・ウィザードはPS-000）」のナンバーが使用される。
付属商品が多岐に渡るため、本作品と直接の関連性のある商品のみの記述に留める。

### 玩具
オフィシャルバインダー（オフィシャル4ポケットバインダー）
各弾のキービジュアルを使用した4ポケットバインダー。第3弾以降は2弾分のキービジュアルを使用。
- 第1弾
- 第2弾「ディケイド参上！」
- 第3弾「出没！お宝ハンターディエンド」
- 第4弾「参戦、仮面ライダーW！」
- 第5弾「仮面ライダーW ファングジョーカー！轟きの咆哮」
- 第6弾「新たなる力、サイクロンジョーカーエクストリーム」
- 第7弾「参戦！仮面ライダーオーズ」
- 第8弾「カウント・ザ・メダルズ、カウント・ザ・カーズ」 - オーメダルも16枚収納可能。
- 第9弾「集結！仮面ライダーオーズ7コンボの力」
- 第10弾「レジェンドスイッチ、オン！」 - レジェンドライダースイッチ「仮面ライダーディケイドスイッチ」付属。
- 第11弾「マグネット&メテオキターーッ！」
- シャバドゥビ01（旧第12弾） - ガンバライドオフィシャルICカードも付属。
- 第13弾「召還、マグネットステイツ！」 - ガンバライドオフィシャルICカードとレジェンドライダーリング「仮面ライダーフォーゼ マグネットステイツ（オリジナルカラーVer.）」付属。

ポケットファイル（オフィシャル1ポケットファイル）
カードが48枚入る1ポケットファイル。
- ポケットファイル - 「ライドブッカー」（ディケイドの武器）がモチーフ。
- パワーアップVer. - ディケイド コンプリートフォームが描かれている。
- サイクロンジョーカーエクストリームVer. - セブン-イレブン限定。仮面ライダーWの各フォームが描かれている。
- さあ、ガンバタイムだ！ - レジェンドライダーリング「仮面ライダーフォーゼ ファイヤーステイツ（オリジナルカラーVer.）」付属。

デッキキャリングファイル
カード24枚とオーメダル4枚が入る1ポケットファイル。
- デッキキャリングファイル - オーズ タトバコンボなどが描かれている。
- デッキキャリングファイル2 - オーズ タトバコンボ〜サゴーゾコンボなどが描かれている。

オフィシャルターンスリーブファイル
セブン-イレブン限定。カード20枚が入る縦型ファイル。回転させてそのままスキャンできる。
- オフィシャルターンスリーブファイル - フォーゼ ベースステイツなどが描かれている。
- オフィシャルターンスリーブファイル2 - フォーゼ ベースステイツとメテオなどが描かれている。

ガンバライド部員のためのバインダー
9ポケットバインダー。プレミアムバンダイ限定販売。「ガンバライド部」のシリアルナンバーも付属。
ジャンボカードダス 仮面ライダーバトル ガンバライド  タッグファイリングシート
第1弾〜第11弾が発売中。ガンバライドカード2枚、インデックスシート1枚、4ポケットリフィル1枚のセットで、毎弾8シート16枚がラインナップされている。カードナンバーは「J-000（第9弾〜第11弾は玩具と同じTOY-000）」。
おうちでデータカードダス ガンバライド
おうちでガンバライドができるマシンで、W版、フォーゼ版、ウィザード版があり、それぞれ18枚のカードが入っている。
DXディケイドライバー
ディケイドの変身ベルト。本作006弾までのカードのバーコードを読み取り、様々な音声を再生する。
ファイナルカメン端末 DXケータッチ
ディケイド コンプリートフォームの強化変身アイテム。付属カード2枚が本作対応カードとしても使用できるように加工されている。ただし、通常のカードと異なり、カード面に能力値や効果などの情報が記載されていない。
シャバドゥビマスターBOX
ガンバライドオフィシャルICカードとレジェンドライダーリング「仮面ライダーフォーゼ エレキステイツ（オリジナルカラーVer.）」とオリジナルカードケースがそれぞれ付属。
仮面ライダーバトル ガンバレジェンズ ガンバライドクロニクル
稼働終了から12年が経過した2025年6月に発売された、後継ゲーム「ガンバレジェンズ」のブースターパック。ガンバライドのカードデザインが復刻されている。データカードダス20周年記念商品。

### 食品
仮面ライダーバトル ガンバライド アイス&チョコスナック
新規描き起こしイラストのバーコード再録カードを主に収録。セブン-イレブン・期間限定・過去の再録のみに絞られた「リミテッドシリーズ」もある。

### 書籍
小学館発行
仮面ライダーバトルガンバライド ファンブック
ガンバライドをはじめ、仮面ライダーシリーズの最新情報を取り扱う。プロモーションカードとDVD（04号、シャバドゥビ6号など除く）が付属。
- 第1号〜第9号
- 第001号〜第006号 - 第002号に新1号、第003号にスカルのライダーメダルが付属。
- 第01号〜第06号 - 第04号にアマゾンのレジェンドライダースイッチが付属。
- シャバドゥビ0号〜シャバドゥビ6号 - シャバドゥビ0号にオリジナルデザイン（絵柄はウィザードライバーのバックル）のICカードが付属。

仮面ライダーバトル ガンバライド スクープ&コミックBOOK
仮面ライダーバトル ガンバライド カードバトル大戦 DS超速公式ガイド
仮面ライダーバトル ガンバライド　スクープ&コミックbook
ガン！ガン！ガンバライド!! 仮面ライダー4コマギャグ百科（まんが ダイナミック太郎）
講談社発行
仮面ライダーバトル ガンバライド パーフェクトBOOK/コンプリートBOOK
- パーフェクトBOOK ISBN 978-4-0621-5086-6
- パーフェクトBOOK 第2弾〜第5弾コンプリート ISBN 978-4-0621-5526-7
- パーフェクトBOOK 第6弾〜第7弾コンプリート ISBN 978-4-0621-5836-7
- パーフェクトBOOK 第8弾〜第9弾コンプリート ISBN 978-4-0621-6033-9
- コンプリートBOOK 第1弾〜第11弾パーフェクト ISBN 978-4-0621-6177-0
- パーフェクトBOOK 001弾[第10弾〜第11弾]コンプリート ISBN 978-4-0621-6156-5

仮面ライダーバトル ガンバライド 004だん005だんカードだいずかん
仮面ライダーバトルガンバライド ゲキワザ超ずかん (てれびくんポケット)
オールライダー最強ファイル―仮面ライダーバトルガンバライド (主婦と生活生活シリーズ 特撮ヒーローワイド 5)
仮面ライダーバトル ガンバライド完全大図鑑(おともだちスーパーワイド百科)
- 仮面ライダーバトル ガンバライド完全大図鑑(1)(おともだちスーパーワイド百科)
- 仮面ライダーバトル ガンバライド完全大図鑑(2)(おともだちスーパーワイド百科)
- 仮面ライダーバトル ガンバライド完全大図鑑(3)(おともだちスーパーワイド百科)
- 仮面ライダーバトル ガンバライド完全大図鑑(4)(おともだちスーパーワイド百科)

## イベント
イベントで配布されるカードのナンバーは「P-000（01〜06まではPR-000・シャバドゥビ1弾稼動以降はPS-000）」。定期的に開催されるものだけを記載する。
大会
時季ごとに一部店舗で開催されており、参加賞のカードの配布、優勝・準優勝に箔押し仕様の「ガンバライダー認定証」（賞状）が授与される。
劇場作品の公開を記念した大会は「カードバトル試写会」などと呼ばれ、店舗大会「エントリーバトル」では、試写会および同時開催の「エキシビジョンバトル」（12歳以下のみ）への抽選応募はがきが配布される。
ガンバライドクエスト
2010年1月、2010年12月末、2011年12月末にサンシャインシティで開催。次弾の先行稼動や展示が行われる。「ガンバライドクエスト」だがスーパー戦隊バトル ダイスオーも展示しており、入場者特典カードは2作で合わせ絵になる。
次世代ワールドホビーフェア
本作品以外のデータカードダス作品のカードと合わせて、来場者特典カードが配布されている。
映画入場者特典
『劇場版 超・仮面ライダー電王&ディケイド NEOジェネレーションズ 鬼ヶ島の戦艦』から『仮面ライダー×スーパー戦隊×宇宙刑事 スーパーヒーロー大戦Z』まで、入場者特典カードが配布されていた。
セブン-イレブン 仮面ライダースタンプラリー/仮面ライダーフェア
スタンプラリーは2008年以降の12月〜翌年1月にかけて、フェアは2009年12月以降の冬季・夏季に実施される。スタンプラリーではカードが景品となり、スタンプラリー・フェア共に、本作品に限らない仮面ライダー関連の商品を限定販売・先行販売している。
東京メトロ スタンプラリー
2009年〜2012年までの夏に劇場作品の公開を記念したスタンプラリーの景品に、本作品のカードが含まれている。
マクドナルド ハッピーセット
2010年5月、同年10月、2012年9月、2013年5月の特典。カードとシールのセット。2011年5月、2012年4月には仮面ライダーの玩具に期間限定の特典として付属。

## 携帯電話ゲーム
仮面ライダーバトルガンバライドモバイル
携帯電話ゲーム。NTTドコモとauでは2010年11月29日にサービスを開始。SoftBankでは2011年1月にサービスを開始。

## 漫画
仮面ライダーバトル列伝 ガンバライド雷太（著者：犬木栄治）
『コロコロイチバン!』に2009年3月号から2012年10月号まで連載、『ガンバライド ファンブック』にも不定期連載された。ガンバライドマスターと呼ばれる者たちが、腕につけたガンバライドドライバーを使ってガンバライドバトルをする。2011年11月号より『仮面ライダーバトル列伝 新ガンバライド雷太』にリニューアルし雷太のみ従来のガンバライドドライバー（ディケイド型）から新型ガンバライドドライバー（フォーゼ型）になる。2012年10月号で完結した。
- 鐘戸雷太（べると らいた） - 1号とショーをしながら全国を旅するのが夢の少年。偶然ガンバライドドライバーを手に入れ1号と出会う。ハンバーガーが大好き。
- 仮面ライダー1号 - 雷太のパートナー。普段は3頭身だが必殺技を出すときだけリアル8頭身になる。

ゲキレツぎゃぐ! ガン!ガン!ガンバライド!!（著者：ダイナミック太郎）
『てれびくん』2009年11月号から2013年10月号、『ガンバライドファンブック』およびガンバライド公式サイトに連載された。SDギャグ4コマ。
仮面ライダーバトル ガンバライド ライダーバトルロード（著者：坂井孝行）
『ガンバライドファンブック』に不定期連載された。本作品と同じく2対2で進行するバトル漫画。
カードバトル大戦 決戦!ハイパードクトルO!!（著者：藤本孝）
『仮面ライダーバトル ガンバライド カードバトル大戦DS超速公式ガイド』に読み切りで掲載。
ライダー直伝!ガンバライドバトル道場!!（著者：ダイナミック太郎）
『ガンバライドファンブック』第01号から第06号まで連載（第04号はなし）。1号がガンバライドの遊び方を伝授する。
ライダー直伝!ガンバライドバトルシャバドゥビ劇場!!（著者：ダイナミック太郎）
『ガンバライドファンブック』シャバドゥビ1号からシャバドゥビ6号まで連載。ウィザードと1号がガンバライドの遊び方を伝授する。
ガンバライドバトル ライドマスターズ（著者：出月こーじ）
『テレまんがヒーローズ』2009年春号・夏号に掲載。ガンバライドカードの仮面ライダーを実体化させることの出来るライドマスターとなった来人は、牙夢と共にガンバライドを悪用しようするダークライドと戦うことになった。
- ガンバライドバトル ライドマスターズ ISBN 978-4-0637-5848-1

来人（ライド）
本作品の主人公。10年前に川原で溺れていたのを「本物のクウガ」に救われ、以来仮面ライダーに憧れる。最初はライダー同士のバトルに本気になれずにいたが、牙夢と出逢ってから少しずつ特訓をしている。バトル時にクウガ変身のポーズをとって髪の毛が逆立つ。
仮面ライダークウガ マイティフォーム
来人が遊んでいたゲーム機から出た白い（ブランク）カードが変化したカードから現れたライダー。『クウガ』の五代雄介を思わせる言葉で来人に語りかけた。必殺技は「マイティキック」。
仮面ライダーディケイド コンプリートフォーム
ディケイドとの戦闘で来人の声を受けたカードの心が答え（『電王』のモモタロス、『剣』の剣崎一真、『カブト』の天道総司を思わせる）一つとなり誕生した最強の仮面ライダー。大内所長が10年間思い描いた理想像であり、『真のディケイド』と呼ばれている。
牙夢
キバマスター「金色の牙」と呼ばれるライドマスター。鋭い眼をしたクールな少年。ダークライドとの戦いでコンビを組んでから一緒に行動するようになる。
仮面ライダーキバ エンペラーフォーム
牙夢のライダー。バトルではコウエイに回る。ディケイドとの戦いではキバアローとなって「ディケイドファング」を放った。
火山兄弟
日焼けした身体の鹿児島出身ライドマスター。来人たちと対決。ライダーラッシュで勝利を収め仲良くなるが、そのバトルの後でダークライドに襲われ、カードを奪われる。
仮面ライダーカブト
兄が操るゼンエイの仮面ライダー。必殺技は「ライダーキック」。決めポーズの天指しも共に行う。
仮面ライダーガタック
弟が操るコウエイの仮面ライダー。
ダークライド
黒いカードを持ってライダーシステムを悪用する本作品の敵。第一回で研究員の高橋を操ってゼンエイの「電王 ソードフォーム」とコウエイの「ゼロノス アルタイルフォーム」を使い、牙夢が持つキバのカードを狙ってきた。
仮面ライダーディケイド
最強の仮面ライダーを生み出す計画の失敗に残ったデータが自立したダークライドの真の姿。最強のライダーになるためにマスターたちからライダーカードを奪って取り込む（イクサ、アマゾン、ギルス、轟鬼）。帽子を被った青年の姿になれる他、本作品では「悪の仮面ライダー（王蛇、ネガ電王、アナザーアギト）」に変身する。第三回の決戦では「ディケイドフォトン」「ディケイドウェイブ」「ディケイドエッジ」を連続使用した。
ハルくん
アフロヘアーの小学生で来人のカード友達。第一回の戦闘で人質にされてしまうが、助けられた。
大内所長
「本物の仮面ライダー」を生み出すために設立されたG（ガンバ）ライド研究所の一任者。機械のゴーグルをいつも付けている。

## 3D映画
『仮面ライダー3Dバトル FROMガンバライド』
2012年12月29日以降『仮面ライダー×スーパー戦隊 ヒーロークエスト 2013』ほかテーマパークなどで上映の仮面ライダー史上初のイベント限定「フルCG×3D」アトラクション3Dショートムービー。上映時間約8分。ガンバライドとコラボレートしガンバライドのCG映像で表現。フォーゼとウィザードおよびオーズ、Wをメインに、球状生命体を巡ってオリジナルのレッドシャドームーンとシャドームーン軍団と対決する。